# Георгий Емануел
Георгий Арсениевич Емануел (на руски: Георгий Арсеньевич Эммануэль) е руски офицер (генерал от кавалерията).
Роден е на 14 април 1775 година във Вършац в сръбско семейство. Още като дете, по време на Австро-турската война, постъпва като доброволец в хабсбургската армия, с която участва в Революционните войни и получава офицерско звание. През 1796 година се уволнява и заминава за Русия, където също става офицер. Участва в Наполеоновите войни и през 1812 година получава генералско звание. През 20-те години заема командни позиции по време на Кавказката война. През 1831 година е ранен в бой и прекратява активната си служба.
Георгий Емануел умира на 26 януари 1837 година в Елисаветград.